# Avitohol
Avitohol  (bolgarsko: Авитохол  [Avitohol]) (?153-453?) je prvo ime v Imeniku bolgarskih kanov. O njem je malo znanega. Iz razpoložljivih dokumentov je razvidno, da je bil iz klana Dulo in so ga zelo verjetno imeli in spoštovali kot praočeta vseh kanov. Nekateri raziskovalci trdijo, da je Avitohol pravzaprav Atila, katerega je nasledil sin Ernah ali Irnik, ki je drugi v Imeniku bolgarskih kanov.  Drugi raziskovalci domnevajo, da je bil Avitohol na pol legendaren vladar, ki bi lahko bil Atilov prednik ali potomec. 
Ime Avitohol, kot ga razlaga Dobrev na osnovi pamirskih jezikov, je sestavljeno je iz besed avi – jelen, in tohol – otrok in pomeni Sin jelena. Turkolog Ivan Dobrev označuje takšno razlago kot nevzdržno, ker je arabska beseda ﻃﻔﻞ, [tifl] – otrok prišla v iranske jezike relativno pozno. Po njegovi razlagi je avit nastal iz staroiranskega  pati – gospod ali vladar, ohol pa iz staroturškega oğul – sin ali otrok.

## Zanimivost
Avitoholu v čast se imenuje vrh Avitohol Point na Livingstonovem otoku na Južnih Šetlandskih otokih na Antarktiki.